# Mitoc, Orhei
Mitoc este un sat din raionul Orhei, Republica Moldova.

## Istorie
Prima atestare istorică se datează din anul 1659. Prima piatră pentru construirea bisericii cu hramul Acoperământul Maicii Domnului s-a pus în anul 1897. Satul s-a mai numit Vadul Iazului.
În trecut îndeletnicirile de bază a locuitorilor satului erau pescuitul, creșterea animalelor, agricultura și comerțul cu stuful, necesar la acoperișul caselor. În anul 1932 satul a suferit în urma unei inundații mari și o parte din locuitori au fost strămutați la 2 km de sat, unde la moment este situat satul Pelivan.
Prima gospodărie colectivă a fost formată în anul 1949, împreună cu moșiile satului Brăviceni. În anul 1965 a fost format sovhozul „Luceafăr”, î care se practica în mare parte creșterea legumelor, animalelor, cerealelor. În anul 1987 sovhozul „Luceafăr” a fost alipit la Complexul de creștere a cărnii de vită, formând „Întreprinderea Intergospodărească pentru producerea cărnii de vită”, care era unul dintre cele mai mari din republică. În anul 1997 gospodăria colectivă a fost privatizată. S-au format 581 gospodării țărănești individuale și câteva forme de gestiune a pământului: individuală, arendă ș.a.

## Geografie
Satul Mitoc este amplasat în lunca râului Răut și se mărginește cu moșiile satelor Pelivan, Brăviceni, Isacova, Seliște și orașul Orhei.

## Demografie
Conform datelor recensământului din anul 2004, populația satului constituia 2.795 de oameni, dintre care 48,91% - bărbați și 51,09% - femei. Structura etnică a populației în cadrul satului: 98,71% - moldoveni, 0,61% - ucraineni, 0,57% - ruși, 0,07% - bulgari, 0,04% - alte etnii.

## Administrație și politică
Componența consiliului local Mitoc (11 consilieri), ales la 5 noiembrie 2023, este următoarea:
|  | Partid                           | Consilieri | Componență | Componență | Componență | Componență | Componență | Componență | Componență | Componență |
|  | -------------------------------- | ---------- | ---------- | ---------- | ---------- | ---------- | ---------- | ---------- | ---------- | ---------- |
|  | Partidul Acțiune și Solidaritate | 8          |            |            |            |            |            |            |            |            |
|  | Partidul „Renaștere”             | 3          |            |            |            |            |            |            |            |            |

## Personalități
- Andrei Mudrea (n. 1954), pictor și artist plastic, Maestru Emerit al Artei